# 미국 해병대 특수작전사령부
미국 해병대 특수작전사령부(United States Marine Forces Special Operations Command), 줄여서 MARSOC은 미국 특수작전사령부(SOCOM)의 해병구성사령부이다. 핵심 능력은 직접 타격(DA), 특수 정찰(SR), 외국내부방어(FID)이며, 대테러 활동과 정보 작전을 수행해왔다.

## 역대 사령관
- 데니스 헤일릭 (2006년 2월 - 2008년 4월)
- 매스틴 M. 로브슨 (2008년 4월 - 2009년 11월)
- 폴 E. 러페이버 (2009년 11월 - 2012년 8월)[1][2]
- 마크 A. 클라크 (2012년 8월 - 2014년 8월)
- 조지프 오스터먼 (2014년 8월 - 2016년 8월)
- 칼 E. 먼디 3세 (2016년 8월 - 2018년 6월)
- 대니얼 유 (2018년 6월 - 2020년 6월)
- 제임스 F. 글린 (2020년 6월 - 2022년 5월)
- 매슈 G. 트롤린저 (2022년 5월 - 현재)

## 같이 보기
- 공군특수작전사령부
- 합동특수작전사령부
- 미국 육군 특수작전사령부
- 해군특수전사령부